# N-Gage (thiết bị)
N-Gage là điện thoại thông minh kết hợp các tính năng của điện thoại di động và máy chơi trò chơi điện tử cầm tay do Nokia phát triển, được công bố vào ngày 4 tháng 11 năm 2002 và phát hành vào ngày 7 tháng 10 năm 2003. Máy chạy nền tảng Series 60 gốc trên Symbian OS v6.1.
N-Gage cố gắng thu hút người chơi khỏi máy chơi trò chơi cầm tay Game Boy Advance, bằng cách bổ sung thêm chức năng điện thoại. Nỗ lực này không thành công, một phần vì các nút, vốn được thiết kế cho điện thoại, không phù hợp để chơi trò chơi. N-Gage ban đầu được mô tả là giống bánh taco, dẫn đến biệt danh chế nhạo "điện thoại Taco".
Nokia giới thiệu N-Gage QD vào năm 2004 với danh nghĩa là một thiết kế lại của N-Gage "Classic" ban đầu, khắc phục các chỉ trích và các vấn đề thiết kế. Tuy nhiên, mô hình mới cũng thất bại và chỉ có 2 triệu máy bán ra trong hai năm, N-Gage và mô hình QD là thất bại thương mại, không thể thách thức nổi đối thủ Nintendo.
N-Gage ngừng sản xuất vào tháng 11 năm 2005, khi Nokia chuyển khả năng chơi trò chơi điện tử lên một số điện thoại thông minh Series 60. N-Gage được công bố sử dụng nền tảng N-Gage hoặc "N-Gage 2.0" vào năm 2007.

## Thiết kế

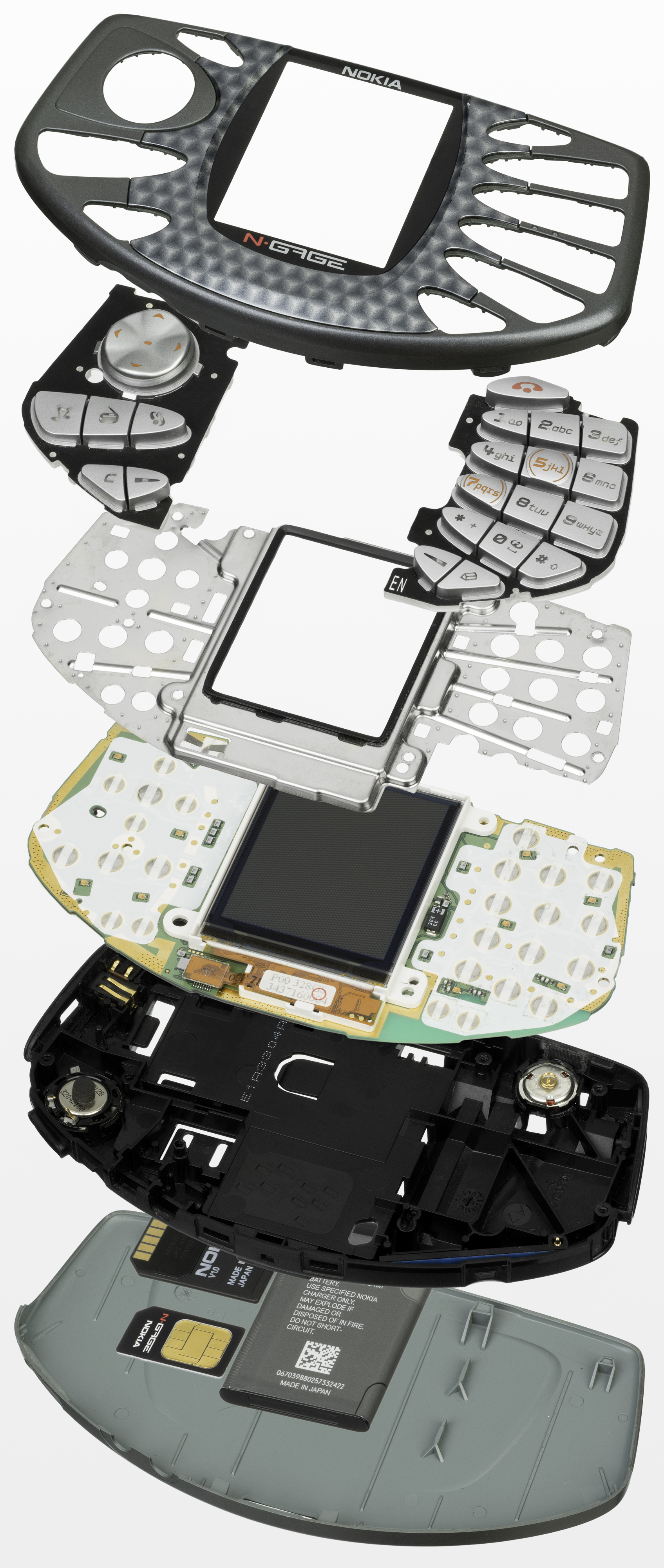
Các bộ phận của N-Gage khi tháo rời, hiển thị từng lớp phần cứng

N-Gage có thiết kế vật lý dạng rộng với màn hình TFT 2,1 inch ở giữa với các phím D-pad ở bên trái và các phím số ở bên phải, cùng các nút khác. Kiểu thiết kế này gần như đã được sử dụng trước đây trên điện thoại di động Nokia 5510.
Thay vì sử dụng dây cáp, chế độ chơi trò chơi nhiều người sẽ chơi qua Bluetooth hoặc Internet (thông qua dịch vụ N-Gage Arena). N-Gage cũng có thể phát nhạc MP3 và Âm thanh/Video thực và các tính năng giống hệ thống của PDA.
Bên cạnh khả năng chơi game, N-Gage còn là một điện thoại thông minh Series 60, chạy Symbian OS 6.1, với các tính năng tương tự như Nokia 3650 (tuy không có camera tích hợp). Máy có thể chạy tất cả phần mềm Series 60 (trừ những phần mềm yêu cầu máy ảnh) và các ứng dụng Java MIDP. CPU chính là chip tương thích ARM Tích hợp (ARMI) (kiến trúc ARM4T) chạy ở tốc độ 104 MHz, giống như điện thoại Nokia 7650 và 3650.

## Quá trình phát triển
Vào khoảng năm 2000, các game thủ có xu hướng mang theo cả điện thoại di động và máy chơi trò chơi điện tử cầm tay. Nokia coi đây là cơ hội để kết hợp các thiết bị này thành một. Tháng 11 năm 2002, Nokia thông báo họ sẽ phát triển N-Gage, một thiết bị tích hợp cả hai thiết bị này. Tên mã phát triển ban đầu là Starship.

## Phát hành
Với giá ra mắt là 299 USD (tương đương 416 USD năm 2019), N-Gage không phổ biến về mặt thương mại. Trong những tuần đầu tiên có mặt tại Hoa Kỳ, doanh số của N-Gage thua Game Boy Advance với tỷ lệ 100/1. Trong vòng 17 ngày kể từ ngày phát hành, các nhà bán lẻ nổi tiếng là GameStop và Electronics Boutique bắt đầu giảm giá 100 đô la.
Vào tháng 2 năm 2004, với việc N-Gage không tạo ra ảnh hưởng lớn trong vòng 4 tháng, Giám đốc điều hành Jorma Ollila ra tối hậu thư cho thiết bị đến năm 2005, để có thể đánh giá đây là thành công hay thất bại.
Vào tháng 1 năm 2005, công ty theo dõi bán hàng ChartTrack của Vương quốc Anh đã bỏ N-Gage khỏi biểu đồ ELSPA thông thường, nhận xét rằng "Biểu đồ N-Gage, mặc dù vẫn được sản xuất, nhưng không mấy ai quan tâm. Việc bán máy và phần mềm của nó đã thất bại, không tạo ra bất kỳ tác động nào đến thị trường." Mặc dù chỉ phản ánh trực tiếp thị trường Vương quốc Anh, điều này được một số người coi là một đòn giáng mạnh vào N-Gage như một nền tảng chơi game khả thi. Mặc dù vậy, Nokia đã khẳng định lại cam kết của họ với N-Gage như một nền tảng, đến mức một phiên bản phần cứng mới còn được đồn đại sau GDC 2005.

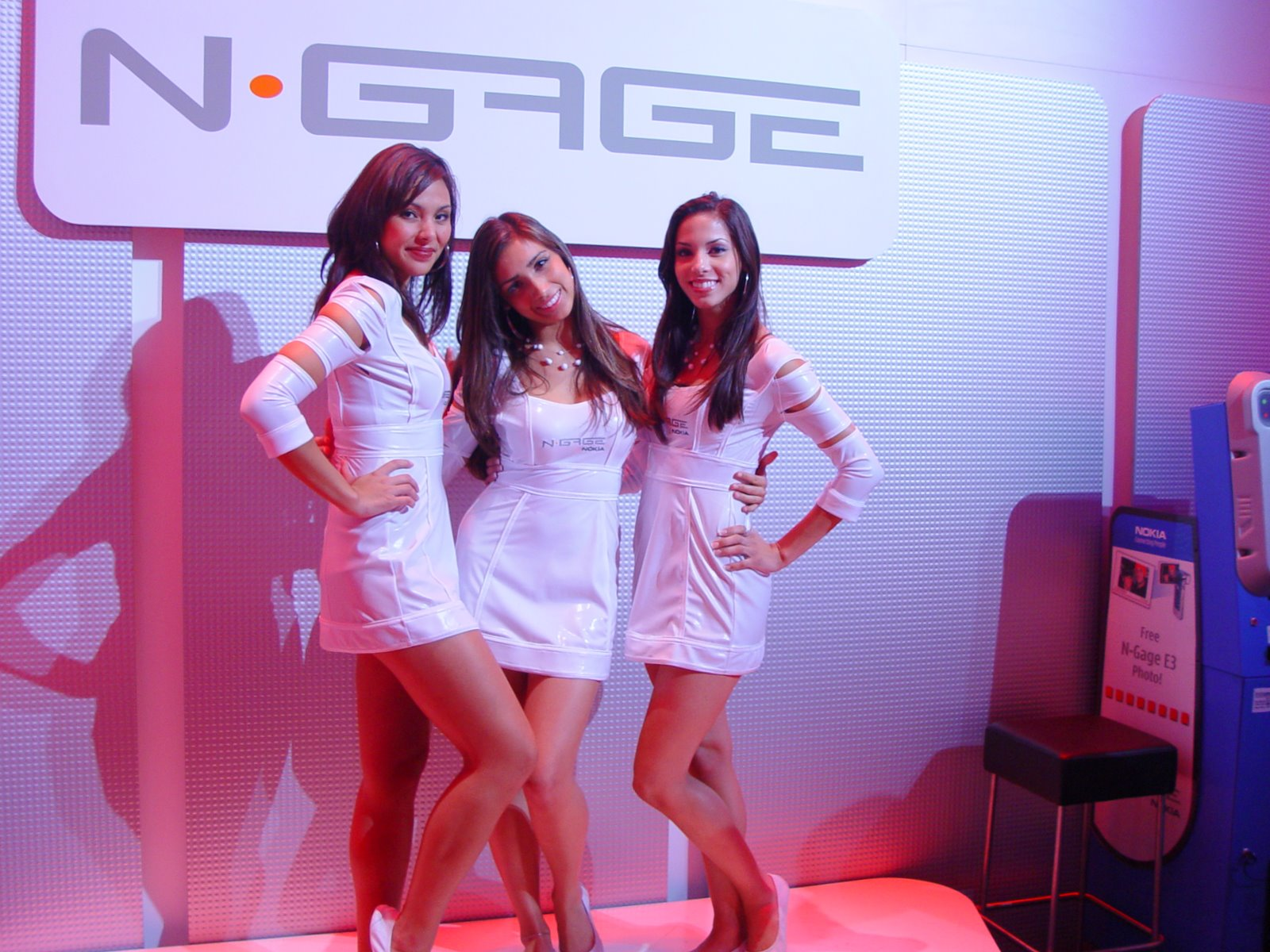
Quảng cáo N-Gage tại E3 2006

Vào tháng 11 năm 2005, Nokia thừa nhận N-Gage đã thất bại, chỉ bán được một phần ba so với kỳ vọng của công ty. Sản phẩm đã bị ngừng cung cấp tại các thị trường phương Tây, nhưng tiếp tục được bán ở Ấn Độ và một số khu vực của Châu Á. Nokia tiếp tục các chương trình khuyến mãi N-Gage tại E3 2006. Theo Metacritic, trò chơi cuối cùng được phát hành ở Mỹ cho hệ máy này là Civilization vào tháng 3 năm 2006. Vào tháng 11 năm 2006, Nokia phát hành trò chơi cuối cùng cho N-Gage QD, Payload.
Tính đến tháng 8 năm 2007, ước tính rằng Nokia đã xuất xưởng hơn hai triệu máy N-Gage. Thương hiệu "N-Gage" vẫn còn kém danh tiếng trong giới truyền thông nói chung cũng như rất ít người tiêu dùng nhận ra thương hiệu N-Gage nói riêng, lý do là sự yếu kém của các trò chơi đầu tiên và những hạn chế của mô hình gốc. Nokia phát hành hơn 50 trò chơi cho máy.

### Doanh số bán hàng
Có một số nguồn tin không thống nhất về số lượng máy N-Gage thực tế được bán ra. Nokia ban đầu tuyên bố doanh số bán hàng 400.000 trong hai tuần đầu tiên. Tuy nhiên, các công ty nghiên cứu thị trường độc lập Chart-Track và Arcadia Research tuyên bố N-Gage chỉ bán được 5.000 ở Hoa Kỳ vào thời điểm đó, và 800 ở Anh. Các nhà phê bình cho rằng Nokia đang tính số lượng máy được vận chuyển đến các nhà bán lẻ, chứ không phải số lượng người tiêu dùng thực sự mua. Nokia sau đó đã thừa nhận đây là sự thật.
Năm 2004, Nokia tuyên bố trong một thông cáo báo chí rằng họ đã xuất xưởng máy thứ một triệu, được coi là một cột mốc quan trọng của công ty mặc dù không đạt mong đợi như dự kiến ban đầu của công ty là sáu triệu vào cuối năm 2004. Tuy nhiên, con số xuất xưởng này không phản ánh đúng tình hình bán hàng thực tế của máy. Cuối cùng, Nokia đã xuất xưởng 3 triệu N-Gage vào năm 2007.

## Đón nhận
Pocket Kingdom: Own the World nhận được một số đánh giá cao khi phát hành và Pathway to Glory tựa trò chơi mà Nokia đầu tiên tự sản xuất, đem lại thành công. Những trò chơi này có lẽ đã quá muộn để có thể tác dụng đến việc cải thiện nhận thức về bản thân phần cứng N-Gage trong mắt người tiêu dùng hoặc báo chí. Nokia dự đoán sẽ bán được ít nhất 6 triệu máy trong ba năm thay vì chỉ 3 triệu.

## Thiết bị

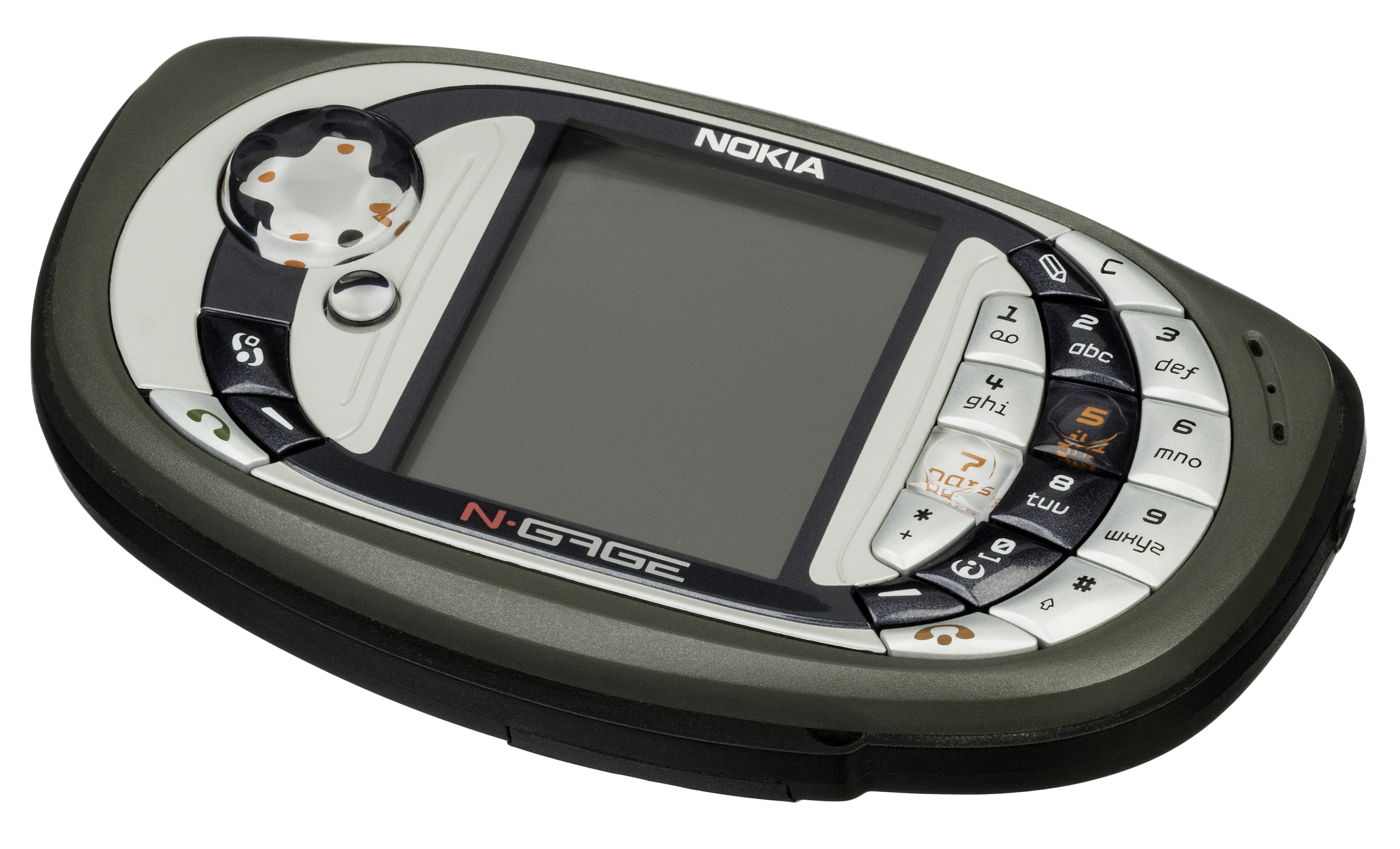
N-Gage QD

### N-Gage Classic
Thiết kế ban đầu có hình bánh taco bị cho là khá khó hiểu: để lắp trò chơi, người dùng phải tháo nắp nhựa của điện thoại và tháo ngăn chứa pin bời mới thấy được khe cắm trò chơi. Một tính năng vụng về khác là loa và micrô được đặt ở cạnh bên của điện thoại. Điều này thường dẫn đến việc nhiều người mô tả nó giống như đang nói chuyện với "điện thoại taco" hoặc "Sidetalking", hoặc đơn giản là họ tự nhiên có một bên tai rất lớn, vì người dùng phải giữ mép điện thoại áp vào má để nói chuyện. Thông thường đối với điện thoại, nhưng bất thường đối với một máy chơi trò chơi, nó có màn hình cao hơn chiều rộng, với kích thước 2,1' và độ phân giải 176 X 208, cho tỷ lệ khung hình là 11:13; vào thời điểm đó hầu hết các TV và màn hình trò chơi di động đều là 4: 3.

## N-Gage service
N-Gage mới, còn được gọi là N-Gage Next Gen hoặc N-Gage 2.0, đem lại một sự thay đổi lớn về khái niệm khi Nokia giải thích với thế giới trong E3 2005 rằng họ đang có kế hoạch đưa N-Gage vào bên trong một số thiết bị điện thoại thông minh của họ, thay vì phát hành một thiết bị cụ thể. Vào tháng 8 năm 2007, nền tảng N-Gage mới đã được hoàn thiện và phát hành vào tháng 4 năm 2008, có tính tương thích trên nhiều điện thoại thông minh Symbian S60. Dịch vụ đã bị ngừng vào tháng 10 năm 2009.

## Phần mềm
Trước khi ra mắt tựa trò chơi N-Gage nội bộ đầu tiên của Nokia, Pathway to Glory, Nokia đã phát hành một bản chơi thử một màn chơi cho báo chỉ để họ chơi thử và hiểu các khái niệm đằng sau trò chơi chiến đấu theo lượt. Bản thử này sau đó đã được đưa lên trang web N-Gage.com dưới dạng tải xuống miễn phí. Không nản lòng trước kích thước tải xuống lên tới 16 MB, người hâm mộ đã nhào vào chơi thử Pathway to Glory. Thành công này đã mở đường cho các tựa trò chơi khác sau đó.
N-Gage có 58 trò chơi, nhưng chỉ 56 trong số này được phát hành ở Bắc Mỹ. Các tựa trò chơi không được phát hành ở Bắc Mỹ là: Flo-Boarding (chỉ ở Đức và Vương quốc Anh) và Sega Rally (chỉ ở Úc và Brazil). Tất cả trừ ba tựa trò chơi này (Payload, Snakes, Virtua Cop) đều có sẵn để mua lẻ. Đó là:
| - Alien Front (lên kế hoạch là bản chuyển thể cho N-Gage nhưng không bao giờ được phát hành) - Ashen - Asphalt Urban GT - Asphalt Urban GT 2 - Atari Masterpieces Vol. I - Atari Masterpieces Vol. II - Bomberman - Call of Duty - Catan - Civilization II - Colin McRae Rally 2005 - Crash Nitro Kart - FIFA Football 2004 - FIFA Football 2005 - Flo-Boarding (đóng gói cùng, độc quyền Châu Âu) - Glimmerati - High Seize - King of Fighters EXTREME - Marcel Desailly Pro Soccer - Mile High Pinball - MLB Slam | - Moto GP - NCAA Football 2004 - ONE - Operation Shadow - Pandemonium - Pathway to Glory - Pathway to Glory: Ikusa Islands - Payload - Pocket Kingdom - Puyo Pop - Puzzle Bobble VS - Rayman 3 - Red Faction - Requiem of Hell - Rifts: Promise of Power - Snakes - Sega Rally (Độc quyền Úc và Brazil) - SonicN - Spider-Man 2 - SSX: Out of Bounds | - Super Monkey Ball - System Rush - The Elder Scrolls Travels: Shadowkey - The Roots: Gates of Chaos - The Sims Bustin' Out - Tiger Woods PGA Tour 2004 - Tom Clancy's Ghost Recon: Jungle Storm - Tom Clancy's Splinter Cell: Chaos Theory - Tom Clancy's Splinter Cell: Team Stealth Action - Tomb Raider - Tony Hawk's Pro Skater - Virtua Cop (lên kế hoạch là bản chuyển thể cho N-Gage nhưng không bao giờ được phát hành) - Virtua Tennis - Warhammer 40,000: Glory in Death - Worms World Party - WWE Aftershock - Xanadu Next - X-Men Legends - X-Men Legends II: Rise of Apocalypse |

Cùng với những trò chơi được liệt kê ở trên, một trò chơi khác được đóng gói cùng với N-Gage (trên Support CD): phiên bản độc quyền của Space Impact Evolution X, sau này được cung cấp cho Điện thoại Symbian S60v2.